# Meichihuo cihuai
Meichihuo cihuai är en fjärilsart som beskrevs av Yang 1978. Meichihuo cihuai ingår i släktet Meichihuo och familjen mätare. Inga underarter finns listade i Catalogue of Life.